# Vojkovice (Mělníki járás)
Vojkovice település Csehországban, a Mělníki járásban. Vojkovice Všestudy, Lužec nad Vltavou, Zálezlice, Zlosyň, Vraňany, Dřínov és Hostín u Vojkovic településekkel határos. Lakosainak száma 1102 fő (2024. január 1.).

## Népesség
A település lakosságának változását az alábbi diagram mutatja:
| Lakosok száma | 877  | 816  | 1047 | 994  | 811  | 660  | 788  | 827  | 799  | 1102 |
|               | 1869 | 1890 | 1921 | 1950 | 1980 | 2001 | 2017 | 2019 | 2022 | 2024 |